# Jean-Jacques Glassner
Pour les articles homonymes, voir Glassner.
Jean-Jacques Glassner est un historien français né en 1944 à Bischwiller (Alsace). Il est spécialiste du monde mésopotamien et de l'écriture cunéiforme.

## Biographie
Durant ses études à l'Université Paris I, il se consacre à l'assyriologie.
Par la suite, il enseigne aux universités de Genève, de Poitiers, de Strasbourg, de Jérusalem. Professeur à l'École des hautes études en sciences sociales (EHESS), il est également directeur de recherche au CNRS où il dirige l'Unité d'archéologie et sciences de l'Antiquité à Nanterre.
Ses recherches ont porté plus spécifiquement sur l'écriture cunéiforme. En 2006, paraissait sous sa direction la version française du Dictionnaire archéologique de la Bible (éd. Hazan).

## Publications
- La Chute d'Akkadé. L'événement et sa mémoire, Berlin, D. Reimer, 1986.
- Chroniques mésopotamiennes, présentées et trad. par Jean-Jacques Glassner, Paris, Les Belles Lettres, 1993. Rééd. 2023
- Écrire à Sumer. L'invention du cunéiforme, Paris, Éditions du Seuil, 2000.
- La Mésopotamie, Paris, les Belles lettres, 2002.
- La Tour de Babylone. Que reste-t-il de la Mésopotamie ?, Paris, Éditions du Seuil, 2003.
- (dir.) Dictionnaire archéologique de la Bible, sous la direction d'Abraham Negev et Shimon Gibson pour l'édition anglaise Archaeological encyclopedia of the Holy land ; édition française sous la direction de Jean-Jacques Glassner ; traduction de l'anglais, Marianne et Nicolas Véron ; photographies de Zev Radovan et Erich Lessing, Paris, Hazan, 2006  (ISBN 2-85025-907-1).
- Essai pour une définition des écritures, Paris, Revue L'Homme, 2009.